# Kenny Cooper
Kenny Cooper (Baltimore, 21 oktober 1984) is een Amerikaanse voetballer, die uitkomt voor FC Dallas, dat speelt in de Major League Soccer.

## Jeugd
De vader van Cooper (Kenny Cooper Sr.) was ook een prof-voetballer. Hij keepte in Engeland voordat hij voor Dallas Tornado, uitkomend in de North American Soccer League in de Verenigde Staten, ging spelen. Onder begeleiding van zijn vader groeide Cooper uit tot een groot talent. Nadat zijn vader was gestopt als trainer, ging het gezin in Dallas wonen en daar bracht Cooper zijn jeugd door.
Tijdens de Dallas Cup, een internationaal jeugdtoernooi, trok Cooper de aandacht van verscheidene oud-NASL-spelers, die contact opnamen met Jimmy Ryan, het hoofd jeugdopleidingen van Manchester United FC. Na een stage van een week tekende Cooper een contract. Een werkvergunning was hierbij geen probleem, aangezien Coopers vader een geboren Engelsman is. Destijds was het Coopers intentie om in Engeland verder te gaan studeren, maar zag daar vanaf, om zich volledig op het voetbal te concentreren.

## Manchester United
Bij Manchester United FC was Cooper niet in staat om door te breken naar het eerste elftal. Daarom werd hij in zijn tweede seizoen verhuurd aan Académica Coimbra uit Portugal. Daar werd hij in de winsterstop teruggeroepen door Manchester United, omdat Cooper daar (ook) niet aan spelen toe kwam. Het volgende seizoen werd Cooper weer uitgeleend, maar dan aan Oldham Athletic. Ook daar werd hij eerder teruggeroepen, maar ditmaal is de reden niet bekendgemaakt.

## MLS
Toen Cooper voor FC Dallas ging spelen, scoorde hij in het eerste seizoen 11 keer. Het tweede seizoen, 2007, begon hij goed door al heel snel vier doelpunten te maken. In de wedstrijd tegen LA Galaxy brak hij, na een stevige sliding van Tyrone Marshall, zijn been en moest hij daardoor een groot gedeelte van het seizoen missen.

## Nationale elftal
Cooper maakte zijn debuut voor het Amerikaans voetbalelftal op 20 januari 2007 in een vriendschappelijke wedstrijd tegen Denemarken. Hij mocht invallen aan het eind van de wedstrijd en scoorde de 3-1, wat tevens de eindstand was. Daarna mocht hij nog een keer invallen, tegen Guatemala. De algemene verwachting was dat hij bij de selectie van het Amerikaanse elftal voor de Copa América had gezeten, als hij zijn been niet had gebroken.